# Киото (парк)
Парк «Киото» (укр. Парк «Кіото») — парк в Лесном массиве Деснянского района Киева, оформленный в японском стиле. Расположен вдоль улицы Киото и Броварского проспекта между станциями метро «Лесная» и «Черниговская». Парк находится на балансе коммунального предприятия «Киевзеленбуд». Памятник садово-паркового искусства местного значения.

## История

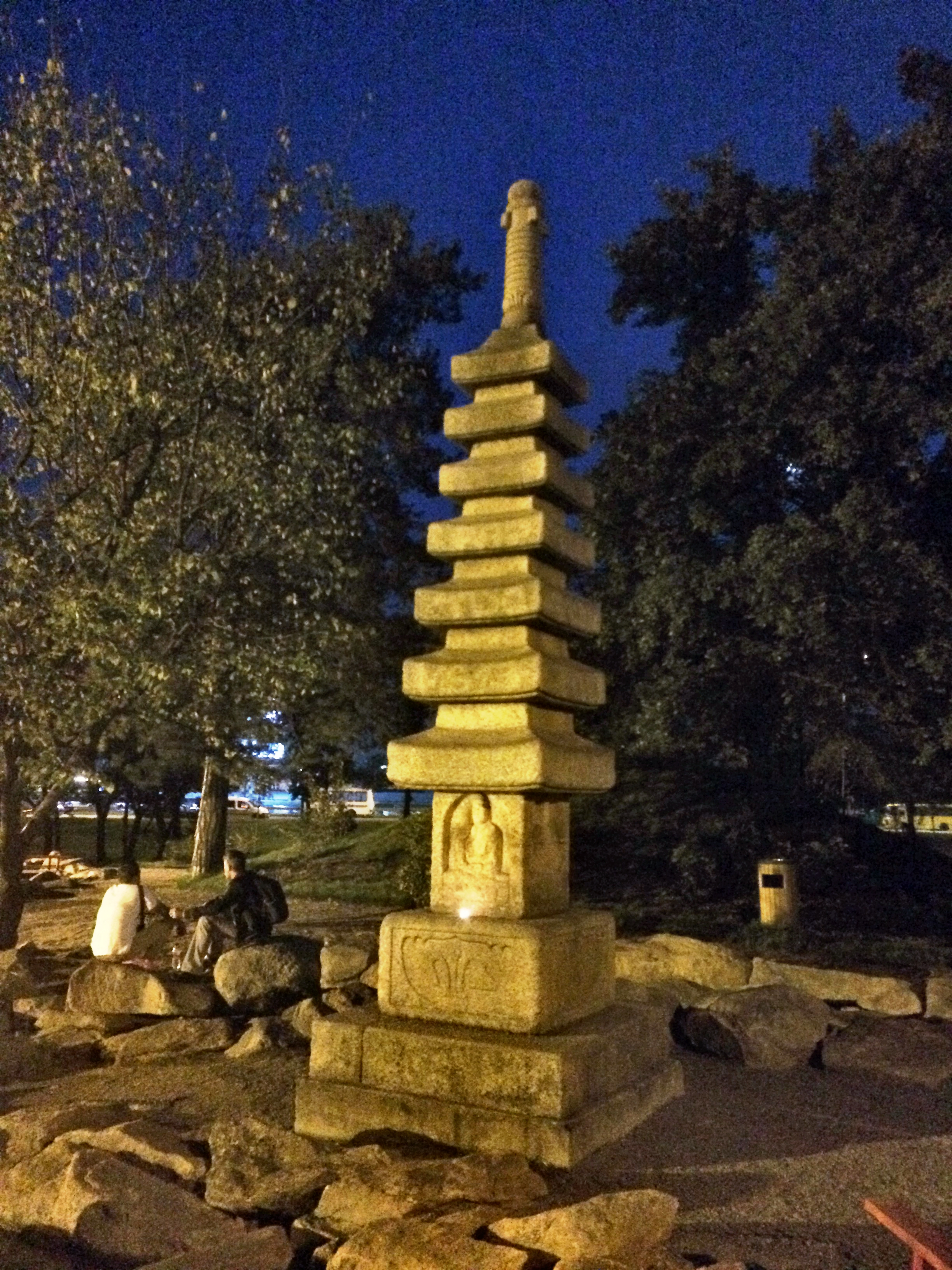
Пагода, 2018 год

Парк заложен в 1972 году после установления побратимских отношений между Киевом и японским городом Киото. К открытию парка Киото подарил Киеву пагоду.
К 40-летию установления побратимских отношений, в сентябре 2011 года, была высажена аллея сакур из 360 деревьев, которые подарила табачная компания Japan Tobacco International. Тогда же были проведены работы по восстановлению пруда и ручьёв, обустройство дорожек из камня длинной 360 метров, оборудована альпийская горка, боковой вход и установлены фонари в японском стиле. В апреле 2012 года Национальный реестр рекордов Украины признал алею сакур самой длинной в стране (её общая длина — 978 метров). В 2013 году на реконструкцию парка было выделено более 10 миллионов гривен.
4 июня 2017 года Киевский городской голова Виталий Кличко и мэр Киото Дайсаку Кадокава открыли первую очередь реконструированного парка, заложили капсулу времени. Тогда же был открыт сад камней с сухим озером и подсветкой, разработанный дизайнером японских парков Широ Наканэ. К окончанию второй очереди реконструкции летом 2018 года была создана ландшафтная композиция с обновлённым декоративным озером и каскадным водопадом, а также установлена пагода. Третий этап реконструкции начался в апреле 2019 года.
В феврале 2018 года комиссия по вопросам градостроительства, архитектуры и землепользования согласовала проект постановления о признании парка «Киото» парком-памятником садово-паркового искусства и внесении его в природно-заповедный фонд Украины. Данное решение было официально утверждено 22 марта 2018 года Киевским городским головой Виталием Кличко.
В феврале 2020 года у станции метро «Лесная», в непосредственной близости от парка «Киото», было начато строительство торгового центра. Земельный участок площадью 4,01 гектар был предоставлен компании «Жен Сан» Киевским городским советом в долгосрочную аренду до 2030 года ещё в 2004 году. После начала строительных работ появились сообщения о вырубке деревьев в парке «Киото», однако по данным «Киевзеленстроя» участок застройки не является частью зелёной зоны парка «Киото».

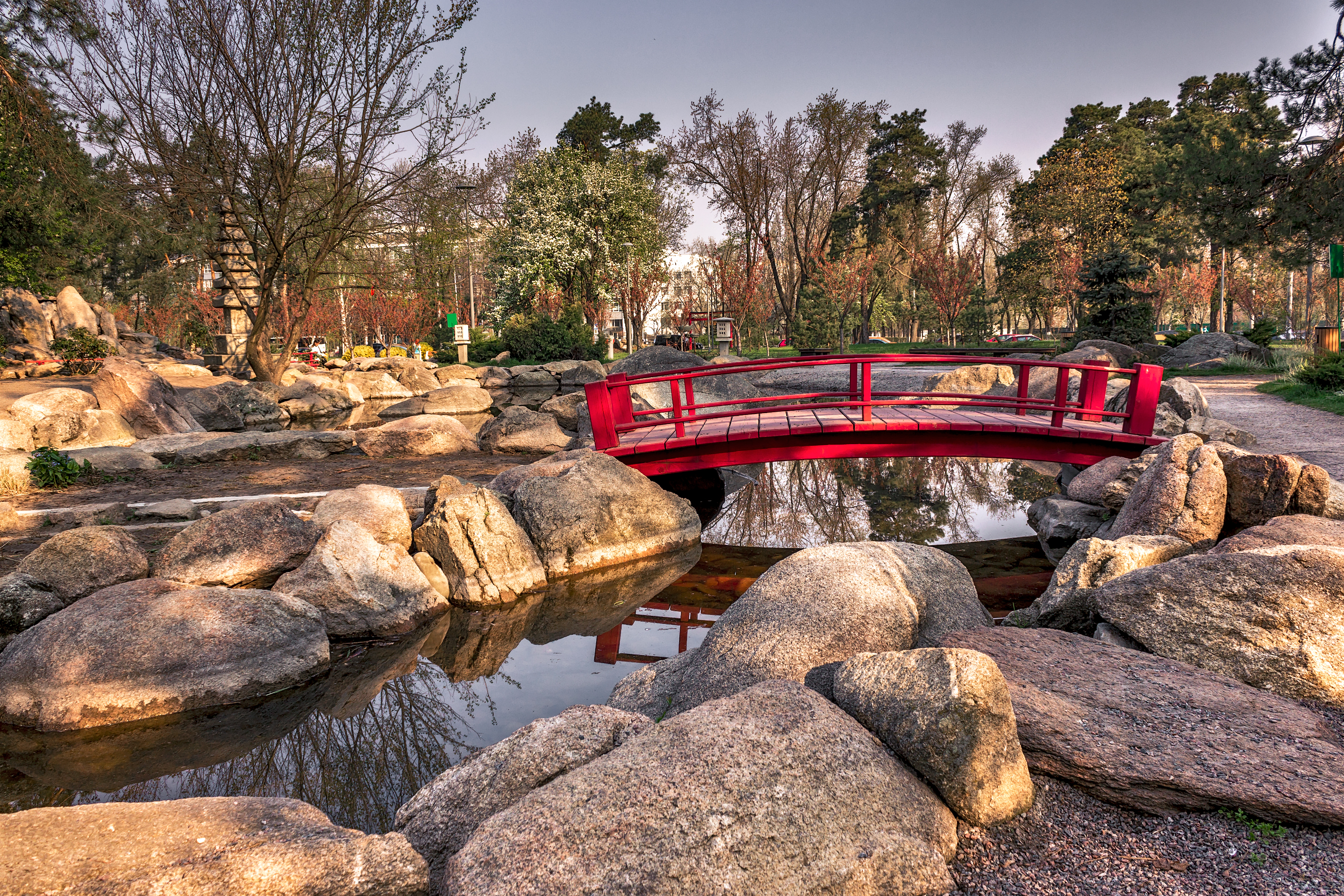
Деревянный мост, 2019 год
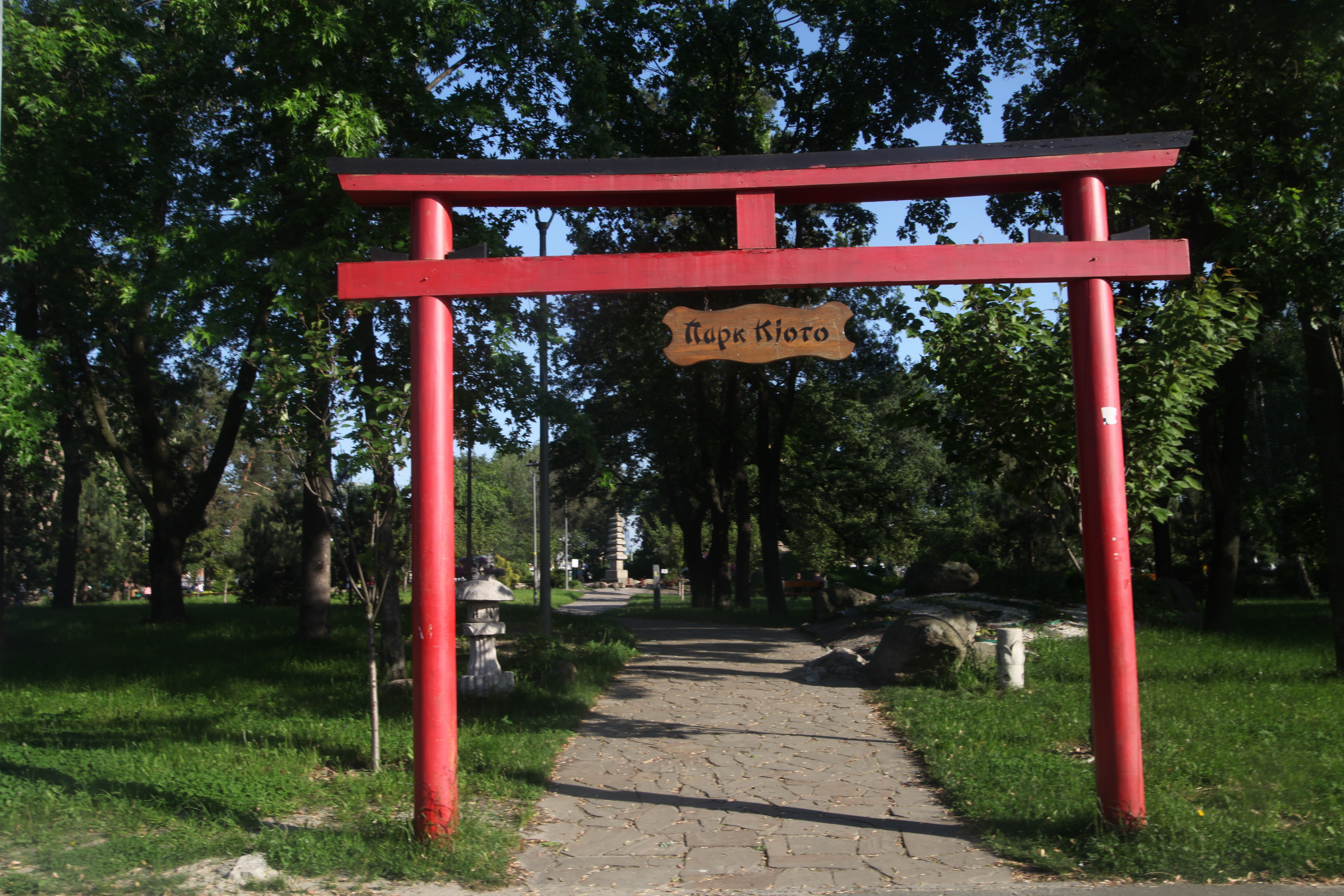
Тории, 2019 год
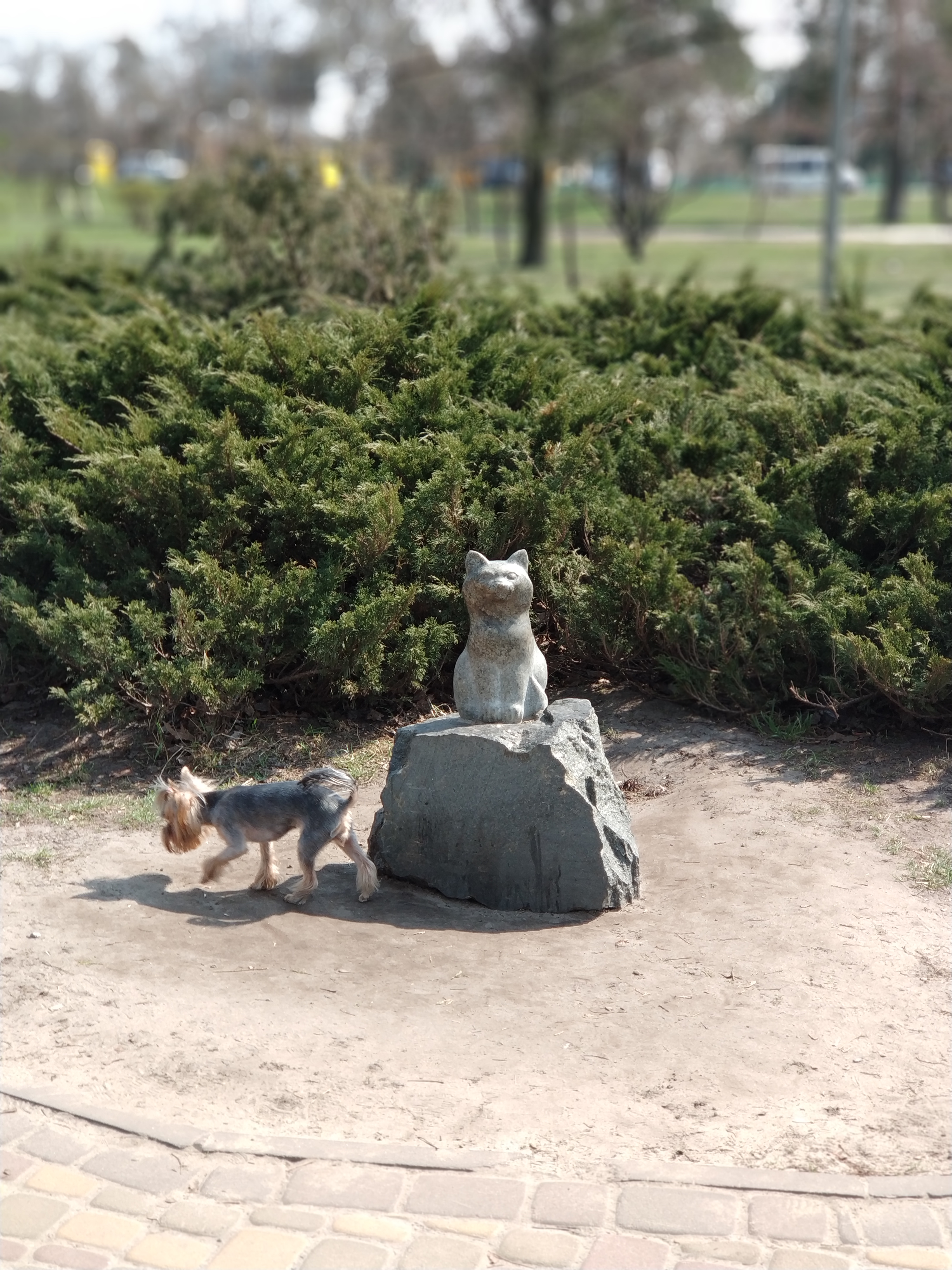
Скульптура кота, 2019 год

## Описание
В центре парка расположен сад камней. Имеется искусственный водопад и водоём с островом, на который можно пройти через небольшой деревянный мост. Кроме того, в парке насыпан искусственный холм, воспроизводящий гору Фудзияма, установлены фонари, характерные для Японии. В парке оборудованы детская и спортивная площадки.
В парке растут сосны, японский клён. Высажена аллея сакур длинной 978 метров.

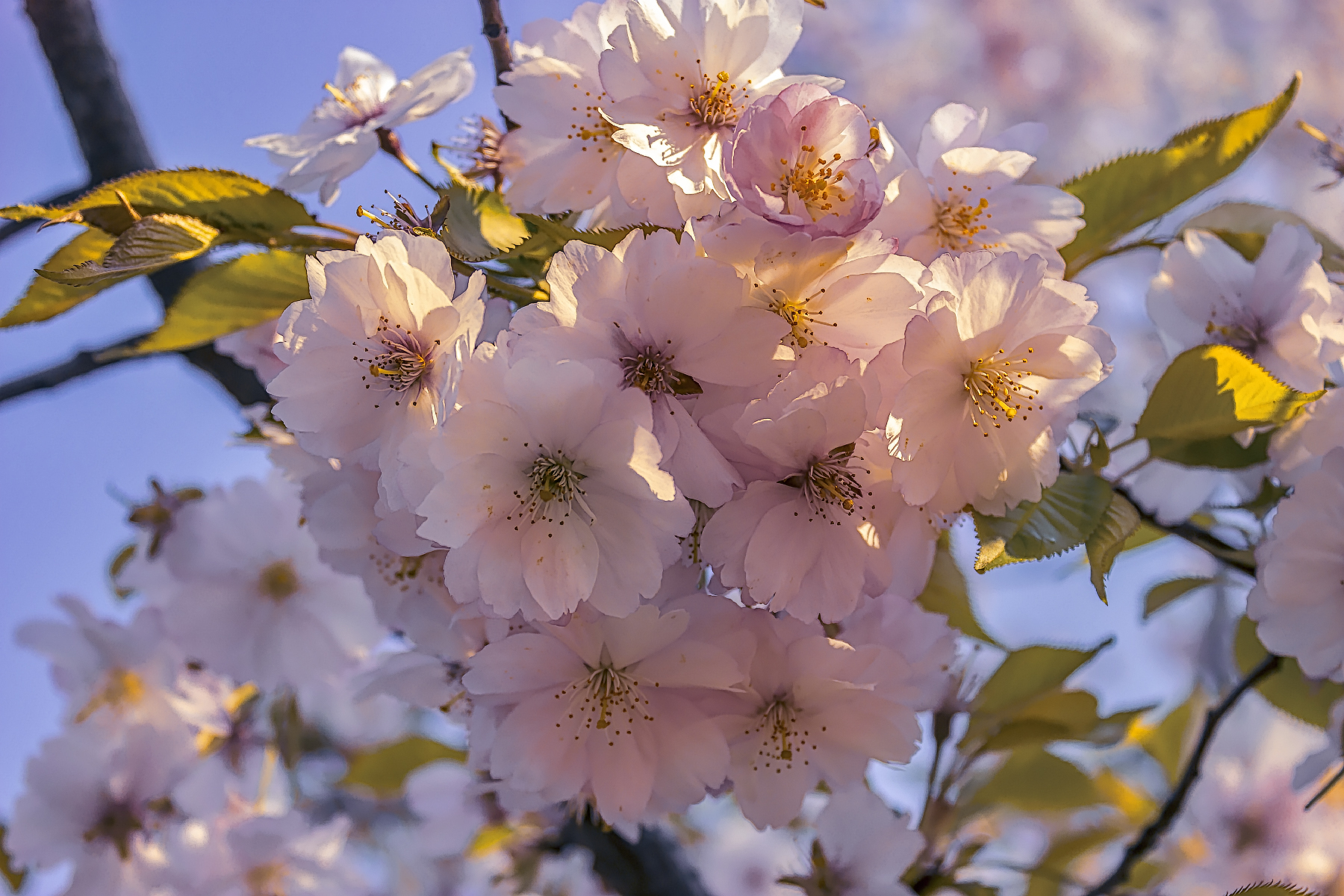
Цветение сакуры, 2019 год
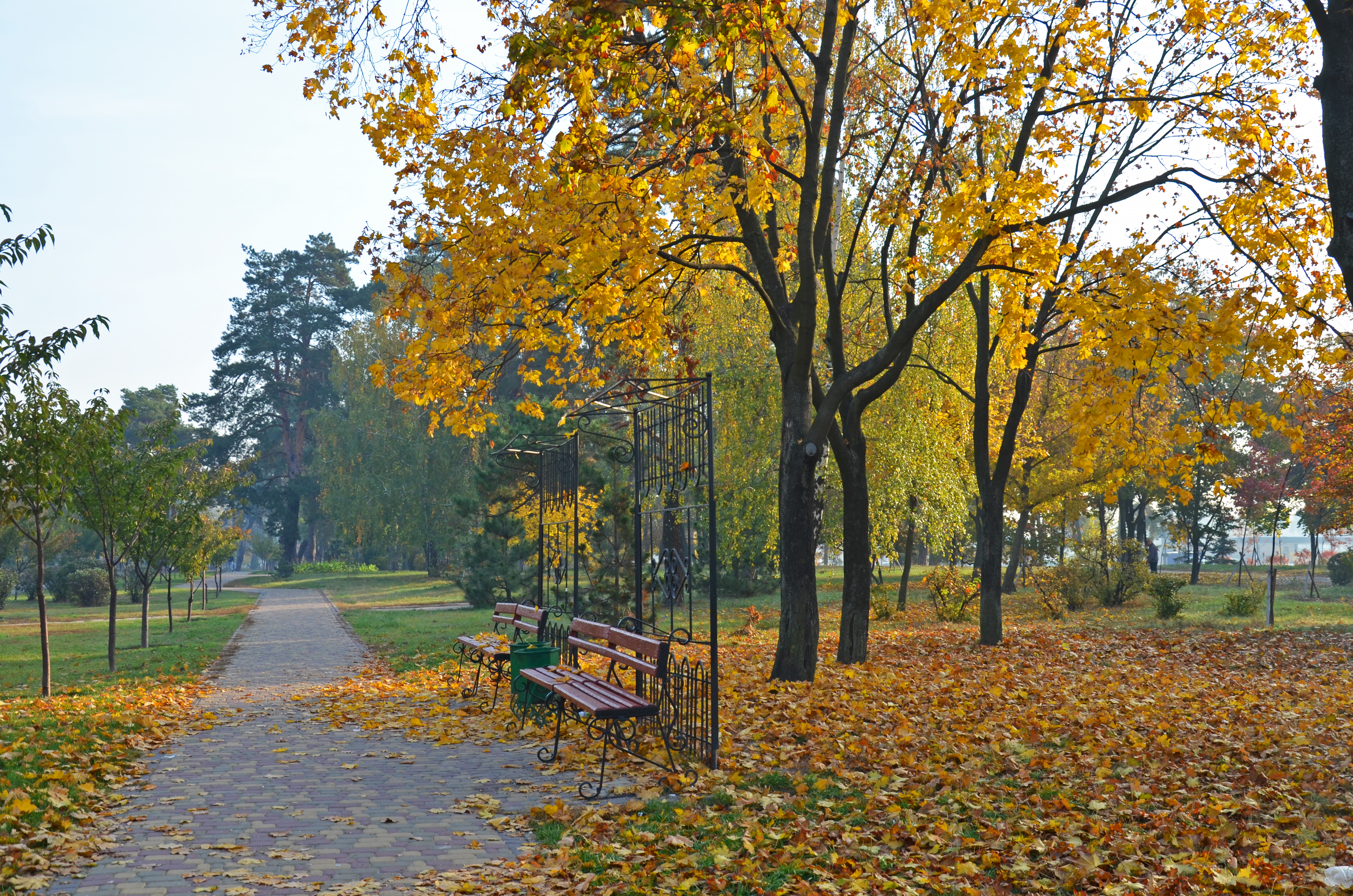
Парк осенью, 2018 год
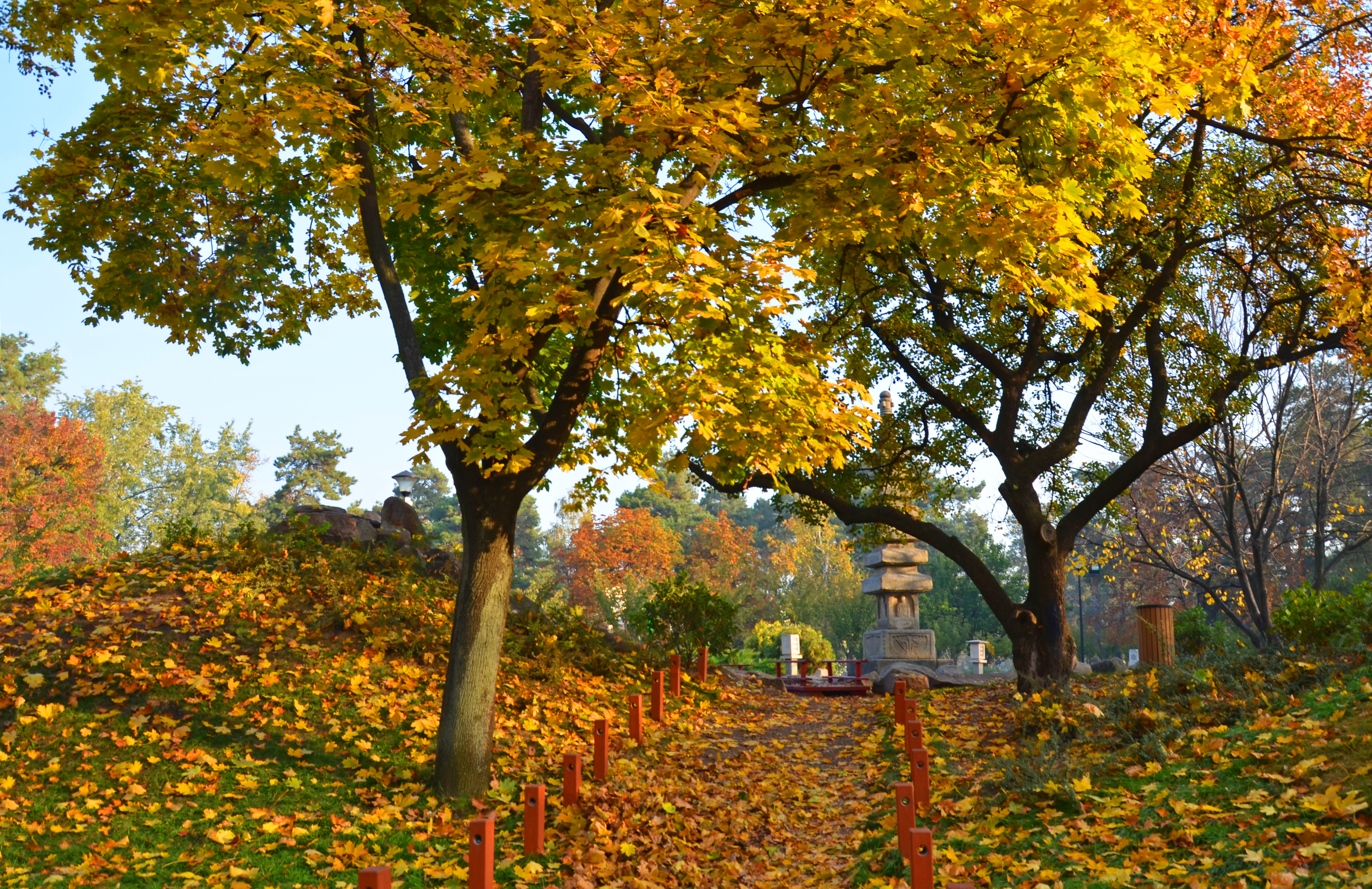
Парк осенью, 2018 год
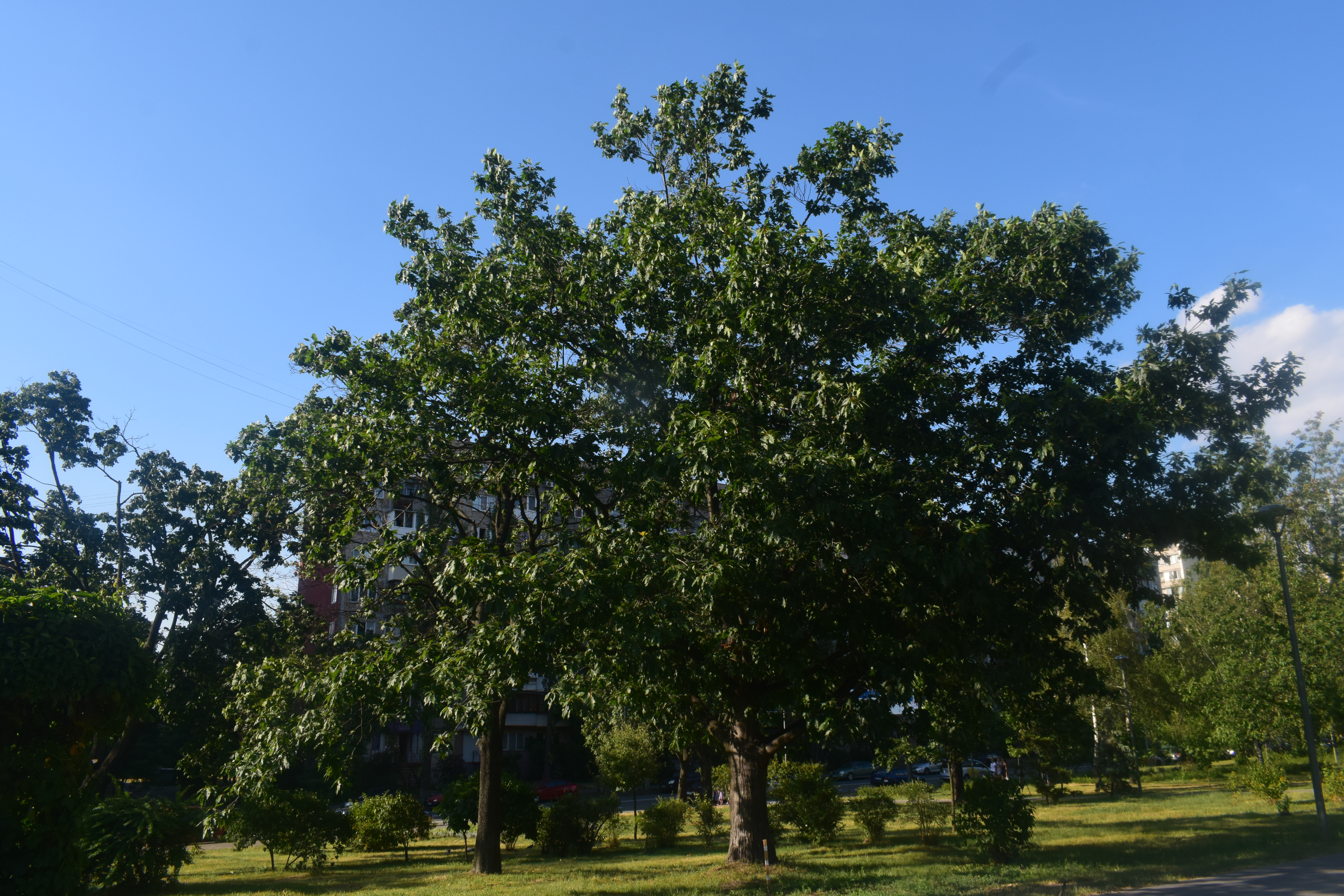
Красный дуб, 2020 год